# OHSU Kórház
Az Oregoni Egészségtudományi Egyetem kórháza 576 ágyas oktatókórház, kutatólétesítmény és baleseti centrum az Amerikai Egyesült Államok Oregon államának Portland városában, a Doernbecher és Shriners gyermekkórházak közelében. A U.S. News & World Report regionális rangsorában az első helyen áll.

## Története
1887-ben Oregon állam egészségügyi iskolát alapított. Portland térségében később több orvosi iskola is létrejött, amelyek az OHSU-ba olvadtak.
1974-ben létrejött az állam első egyetemi kórháza, ami 1981-ben vette fel jelenlegi nevét. 1995-ben az OHSU nyilvános részvénytársasággá alakult.

## Fordítás
- Ez a szócikk részben vagy egészben  az   Oregon Health & Science University Hospital című angol Wikipédia-szócikk ezen változatának fordításán alapul.  Az eredeti cikk szerkesztőit annak laptörténete sorolja fel. Ez a jelzés csupán a megfogalmazás eredetét és a szerzői jogokat jelzi, nem szolgál a cikkben szereplő információk forrásmegjelöléseként.